# Manuel Ribeiro (político)
Manuel Nazaré Santana Ribeiro, ou simplesmente Manuel Ribeiro, (Belém, 4 de agosto de 1936) é um engenheiro civil e político brasileiro, outrora deputado federal pelo Pará.

## Dados biográficos
Filho de Camilo Alves Ribeiro Júnior e Alcide Rodrigues Santana Ribeiro. Engenheiro Civil formado pela Universidade Federal do Pará, alcançou grande popularidade ao exercer, em diferentes oportunidades, o cargo de presidente do Clube do Remo, e esse fato o fez popular a ponto de eleger-se deputado federal pela ARENA em 1978. Com a reforma partidária empreendida pelo presidente João Figueiredo, ingressou no PDS em 1980 e foi reeleito em 1982. Mesmo votando contra a emenda Dante de Oliveira em 1984 e em Paulo Maluf no Colégio Eleitoral em 1985, filiou-se ao PMDB nesse último ano e renovou o mandato em 1986 e 1990. Membro da Assembleia Nacional Constituinte que elaborou a Constituição de 1988, foi secretário de Transportes no governo Hélio Gueiros e chefe da Casa Civil no segundo governo Jader Barbalho.
Durante o governo do presidente Luiz Inácio Lula da Silva, chegou a ocupar a Diretoria de Gestão Corporativa na Eletrobras Eletronorte.